# Les Jumelles
Les Jumelles (dt. die Zwillinge) ist ein Doppel-Berg im Norden des schweizerischen  Teils des Chablais-Massivs. Er liegt westlich des Lac de Tanay im Kanton Wallis/Schweiz und nur etwa 3,5 km südlich des Genfersees. Seine Gipfel heißen Grande Jumelle (2215 m ü. M.) und Petite Jumelle (2182 m ü. M.).
Die Ansicht der beiden Gipfel mit dem Lac de Tanay im Vordergrund war Sujet einer 60-Rappen-Briefmarke (1993) der Schweizer Post. 